# Tricoryna reticulativentris
Tricoryna reticulativentris är en stekelart som först beskrevs av Girault 1934.  Tricoryna reticulativentris ingår i släktet Tricoryna och familjen Eucharitidae. Inga underarter finns listade i Catalogue of Life.